# Mniów

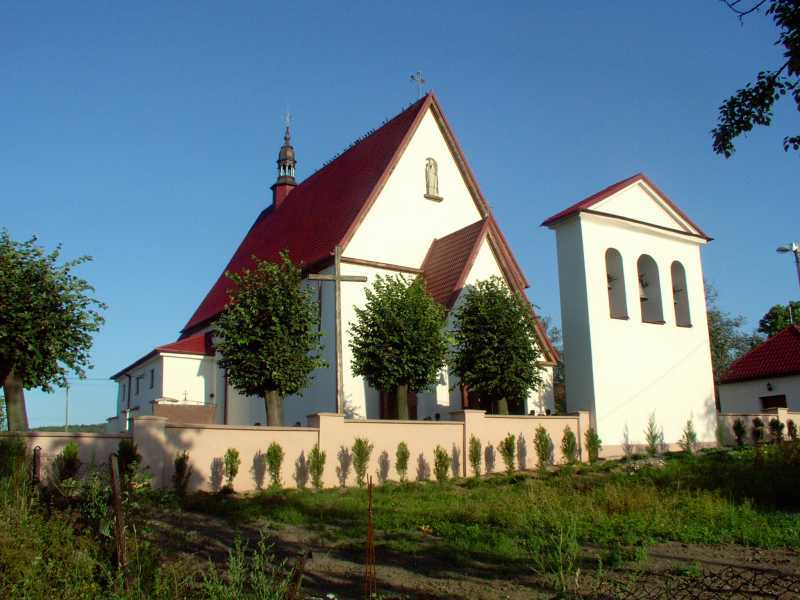
Kościół w Mniowie

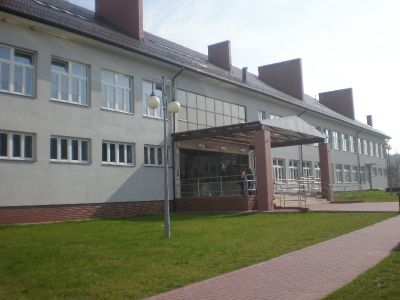
Zespół Szkół w Mniowie – Gimnazjum

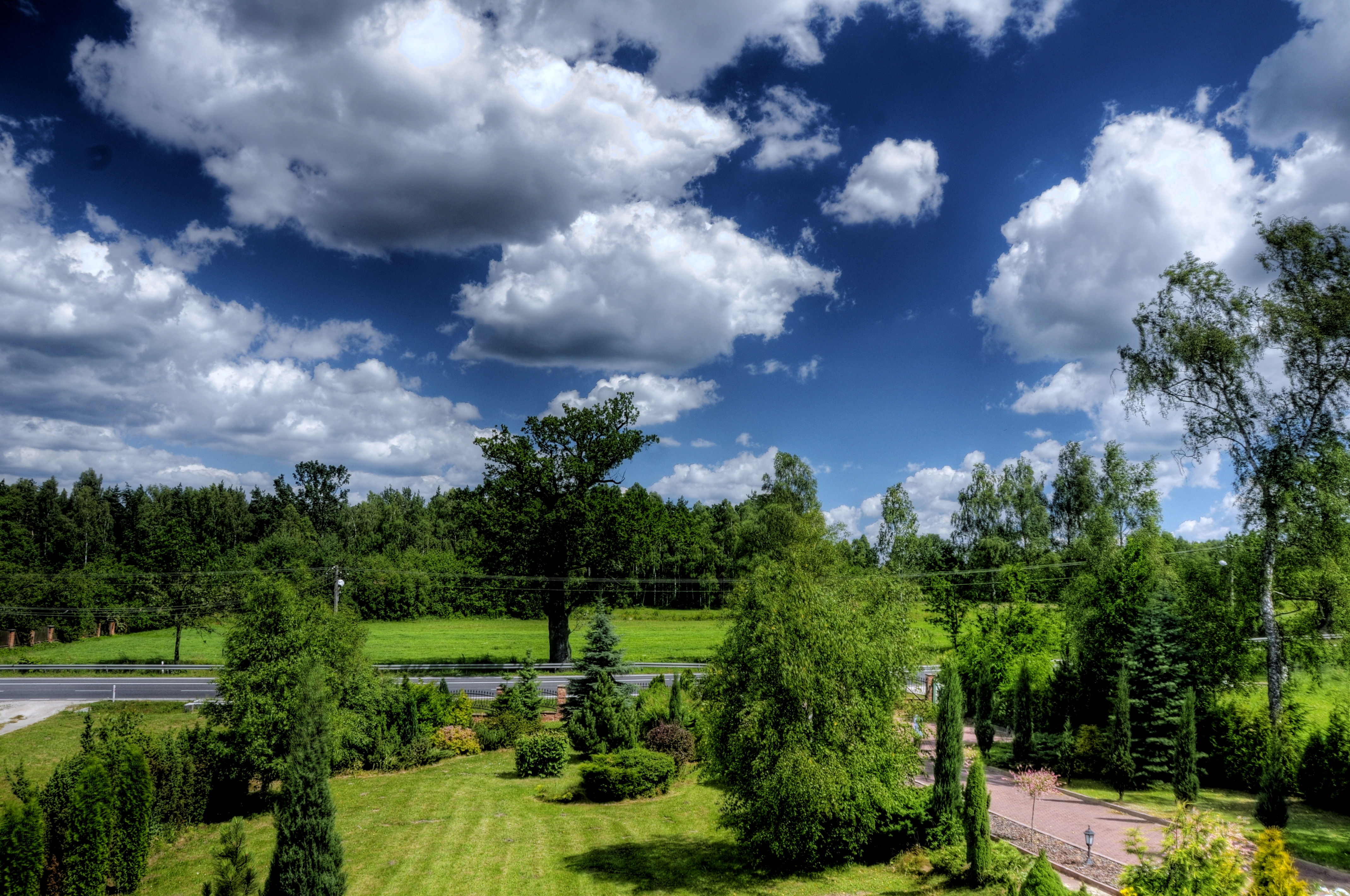
Widok na ulicę Kielecką w Mniowie

Mniów – wieś w Polsce, położona w województwie świętokrzyskim, w powiecie kieleckim, w gminie Mniów. Siedziba gminy Mniów.
Wieś położona w odległości około 20 km na północny zachód od centrum Kielc przy drodze krajowej nr .
W latach 1954–1972 wieś należała i była siedzibą władz gromady Mniów. W latach 1975–1998 wieś administracyjnie należała do ówczesnego województwa kieleckiego.

## Części miejscowości
| Integralne części wsi Mniów |               |            |
| SIMC                        | Nazwa         | Rodzaj     |
| 0992303                     | Gajówka       | część wsi  |
| 0992310                     | Grobie        | część wsi  |
| 0992326                     | Jatki         | część wsi  |
| 0992332                     | Mniów-Kolonia | część wsi  |
| 0992349                     | Podlesie      | część wsi  |
| 0253333                     | Pogłodów      | przysiółek |
| 0992355                     | Raszówka      | przysiółek |
| 0253304                     | Sewerynówka   | część wsi  |
| 0253310                     | Stary Mniów   | część wsi  |
| 0992361                     | Trzęsawka     | część wsi  |

## Położenie
Miejscowość położona jest w otulinie Suchedniowsko-Oblęgorskiego Parku Krajobrazowego, pomiędzy pasmami Wzgórz Kołomańskich i Oblęgorskich, Gór Świętokrzyskich.
Mniów przecina rzeka Czarna Taraska.

## Historia
Pierwsze zapiski, w których wymieniony został Mniów, pochodzą z XIV wieku kiedy wieś była własnością rodziny Mniowskich herbu Nieczuja będącej prawdopodobnie linią boczną rodu Odrowążów.
W 1590 rku właścicielem Mniowa został kasztelan wieluński, Jakub Gawroński herbu Rawicz, który w 1596 roku, za zgodą arcybiskupa gnieźnieńskiego Stanisława Karnkowskiego zbudował we wsi modrzewiowy kościół. Lokalizacja kościoła spowodowała to, że Mniów stał się lokalnym centrum administracyjnym i gospodarczym.

## Zabytki
- Kościół pod wezwaniem św. Stanisława Biskupa, wzniesiony po 1655 roku. Ufundowany przez ks. Szymona Górawskiego i konsekrowany w 1685 roku. W świątyni znajdowały się niegdyś trzy cenne dzwony, zostały jednak zarekwirowane przez austriacki oddział w czasie I wojny światowej. Największy z dzwonów został odlany z brązu w 1886 roku u Zwoleńskiego w Warszawie. Średni pochodził z 1666 roku i znajdowały się na nim: herb Prus oraz litery S.O.p.M – skrót od Stanisław Owczarkiewicz proboszcz Mniowa. Data powstania najmniejszego z dzwonów, bez znaków szczególnych, jest nieznana. Łączna wartość dzwonów wynosiła przed wojną co najmniej 2000 marek.

Wpisany do rejestru zabytków nieruchomych (nr rej.: A.425 z 15.01.1957 i z 15.02.1967).
- Cmentarz parafialny z XIX wieku (nr rej.: A.426 z 24.06.1992)[8] mieszczący się przy ulicy Gajowej, z mogiłami ludzi pomordowanych przez hitlerowców.
- Pomnik w kształcie piramidy znajdujący się w centrum Mniowa. Piramida wykonana jest ze szkła, a w jej środku znajduje się tzw. „Diabelski Kamień z Kontrewersu” pochodzący sprzed ok. 3000-4000 lat, na którym wyryte są dwie postacie przypominające duszki Kokopelli – znane z mitologii Indian Hopi. Jest to jedyne tego typu znalezisko w Polsce[9].
- Pomnik znajdujący się przy ulicy Kamieniec, upamiętniający rozbicie bunkra placówki Armii Krajowej „Brzezina” w Mniowie.
- Cmentarz ofiar pacyfikacji z 1943 roku przeprowadzonej w Mniowie-Raszówce.
- Pomnik ofiar terroru z 1943 roku w Mniowie-Pogłodowie.

## Sport

### Klubypiłkarskie
- Victoria Mniów
  - Pełna nazwa: Stowarzyszenie Rozwoju Kultury i Sportu Victoria Mniów
  - Rok założenia: 2003
  - Barwy klubowe: biało-zielone
  - Sekcje: seniorzy oraz grupy młodzieżowe
  - Największe sukcesy seniorów : awans do Klasy A w sezonie 2010/2011 oraz 2018/2019.
  - W sezonie 2019/2020 – Klasa A, grupa Kielce I.
- Przy Zespole Szkół im. Jana Pawła II działają Uczniowskie Kluby Sportowe, które mają duże osiągnięcia w różnych dyscyplinach.

## Infrastruktura

### Kultura, sport, turystyka
- Kompleks Sportowy w Mniowie
- 45 Drużyna Wielopoziomowa „Przeczesywacze bagien” im. Szarych Szeregów
- Biblioteka Publiczna
- Gazeta miesięczna „Nasza gmina”
- Świetlica środowiskowa dla dzieci, przy Środowiskowym Domu Samopomocy „Caritas”
- Koło łowieckie „Cietrzew”

### Edukacja
- Zespół Szkół im. Jana Pawła II:
  - Przedszkole
  - „Zerówka”
  - Szkoła Podstawowa

### Opieka medyczna
- Gminny Ośrodek Zdrowia w Mniowie
- Przychodnia Rodzinna Raszówka
- Środowiskowy Dom Samopomocy „Caritas”
- Świętokrzyskie Centrum Ratownictwa Medycznego i Transportu Sanitarnego w Kielcach – Oddział Mniów

### Pozostałe
- Ochotnicza Straż Pożarna
- Oczyszczalnia ścieków „Lemna”
- Zakład Usług Komunalnych